# Rosalina Berazaín Iturralde
Rosalina Berazaín Iturralde (nascida em 21 de fevereiro de 1947 em Havana) é uma botânica cubana, colecionadora de plantas, taxonomista de plantas e professora da Universidade de Havana. Ela é uma das fundadoras do Jardim Botânico Nacional de Cuba e membro da Academia Cubana de Ciências.  A abreviatura padrão da autora Berazaín é usada para indicar essa pessoa como o autor ao citar um nome botânico. As espécies Coccoloba berazainae e Coccoloba berazainiae foram nomeadas em sua homenagem.